# Сахули
Сахули́ (от бур. Сахали — чайка) — село в Курумканском районе Бурятии. Административный центр сельского поселения «Сахули».

## География
Расположено на Баргузинском тракте на правом берегу реки Баргузин, в 12 км северо-восточнее районного центра — села Курумкан.

## Население
| 2002 | 2010 |
| ---- | ---- |
| 485  | ↘427 |

## Инфраструктура
Средняя общеобразовательная школа, детский сад, Дом культуры, библиотека, фельдшерско-акушерский пункт

## Известные люди
Терентьев, Иван Михайлович (1901—?) — бригадир колхоза «Красный пахарь» Курумканского аймака Бурят-Монгольской АССР, Герой Социалистического Труда.